# Wyzgi
Wyzgi (prononcé en polonais : [ˈvɨzɡi]) est un village polonais de la gmina de Kuźnica dans le powiat de Sokółka et dans la voïvodie de Podlachie. Il se situe à environ 6 kilomètres au nord-ouest de Kuźnica, à 18 kilomètres au nord de Sokółka et à 57 kilomètres au nord-est de Białystok. 